# 李元 (正德進士)
李元（1476年—？年），字體仁，直隶淮安府山陽縣人，明朝政治人物。

## 生平
治《詩經》，行一，由國子生中式弘治十七年（1504年）甲子科應天府鄉試第九十二名舉人，年三十三歲中式正德三年（1508年）戊辰科會試第一百二十五名，第三甲第六十八名進士。四年二月选授福建道御史，督税崇文门，六年巡按河南，九年巡按云南，十一年十月升陕西布政司右参议，升河南左参议，十六年六月升山西右参政。

## 家族
曾祖李文瑞。祖父李琳。父李奇，监生。母戴氏。具庆下，弟光、允、充。